# Делакуров лангур
Делакуровият лангур (Trachypithecus delacouri) е вид бозайник от семейство Коткоподобни маймуни (Cercopithecidae). Видът е критично застрашен от изчезване.

## Разпространение и местообитание
Разпространен е във Виетнам.